# Trương Vũ (ca sĩ)
Trương Bác Tường (tiếng Trung: 張博翔; bính âm: Zhāng Bóxiáng; Việt bính: Zoeng1 Bok3 Coeng4) (sinh ngày 30 tháng 4 năm 1967); thường được biết đến với nghệ danh Trương Vũ (tiếng Trung: 張宇; bính âm: Zhāng Yǔ; Việt bính: Zoeng1Jyu5) là một nam ca sĩ kiêm sáng tác nhạc, MC, diễn viên người Đài Loan. Giới truyền thông đặt danh hiệu cho anh là "Thiên vương tự sáng tác Châu Á". Anh ấy là ca sĩ chủ chốt nhất đại biểu cho dòng nhạc Pop - "Ông hoàng nhạc Karaoke TV" (Nhạc sĩ - Lao Tử).

## Tiểu sử
- Nhóm máu: B
- Chiều cao: 1.75 m
- Sở thích: Đánh cầu, Âm nhạc, xem phim...
- Ngoại ngữ: Tiếng phổ thông, tiếng Quảng Đông, tiếng Anh
- Trình độ: Đại học Phùng Giáp- Tốt nghiệp Khoa Ngân hàng Bảo hiểm
- Vợ: Tiêu Tuệ Văn (bút danh Thập Nhất Lang), hai con trai là Doudou (lớn lên thì được gọi là Cửu Ca) (1998) và Momo (2003)
- Loại âm nhạc: Pop trữ tình
- Nơi đầu tiên ra mắt: Đài Loan
- Ra mắt năm: 1993

- Năm 1997 anh kết hôn với người đã cộng tác lâu năm, nhà thơ trữ tình Thập Nhất Lang (Shí Yi Láng). Trương Vũ là người đặt bút danh cho vợ, vì cô ấy rất thích vai diễn của Địch Long trong phim Tiêu Thập Nhất Lang
- Một số nhận xét dành cho Trương Vũ trong Tôi Là Ca Sỹ 2: 
Trương Vũ chính là "Hoàng tử của những bản tình ca buồn".
Cách hát ca khúc của anh ấy, cho đến hiện tại, có biết bao người bắt chước theo nhưng không có ai thể hiện được tinh túy. (Ký giả - Trương Mạn)
Anh ấy là hình tượng điển hình "Phu xướng phụ tùy" đáng ngưỡng mộ trong nhạc đàn Châu Á.
Có thể nói giai đoạn hoàng kim của Trương Vũ qua rất mau. Khi sinh đứa con đầu tiên phải nói là Trương Vũ cực kỳ nổi tiếng, nhưng đến Khi có đứa thứ hai vào 2003 vì sức khoẻ vợ không tốt, Trương Vũ là người đàn ông của gia đình, coi trọng gia đình hơn tất cả, nên vì phải chăm sóc vợ con, Trương Vũ đã rút khỏi nhạc đàn. Đến năm 2009 Trương Vũ cảm thấy mình vẫn là yêu âm nhạc nhất nên đã quay lại tổ chức concert và sáng tác. Tên tuổi Trương Vũ đã tụt đi hẳn, cộng với chất giọng lại thay đổi, huống hồ ca sỹ trẻ lớp lớp xuất hiện. Nhiều giới trẻ ở Đại Lục còn không biết Trương Vũ là ai. Qua show Tôi Là Ca Sỹ Mùa 2, tên tuổi Trương Vũ một lần nữa mới được đánh bóng trở lại, nhiều người lúc này mới tìm nghe nhạc của Trương Vũ, tìm hiểu kỹ về anh, lúc này mới phục về tài năng và con người của Trương Vũ hơn.
Vì tên Zhang Yu đồng âm với từ Bạch Tuộc trong tiếng trung, nên fans lấy Bạch Tuộc làm biểu tượng, áo Fanclub, hay các bảng tên sẽ có hình con bạch tuộc. Thậm chí fans gọi nhau là các Bạch Tuộc thay vì gọi là "Vũ Mê" (người mê Vũ).

## Sự nghiệp sáng tác
Năm 1993, anh được một nhà sản xuất biết đến và chính thức ra mắt. Anh phát hành album đầu tiên của mình, 《走路有風》(Đi Trong Gió) bài hát chủ đề do chính Trương Vũ sáng tác, bài hát nói lên nỗi lòng của 1 thanh niên vừa chập chững vào đời, với bao mộng tưởng về tương lai. Tuy nhiên album không tạo nên cơn sốt nên cái tên Trương Vũ vẫn chưa vang xa
- Do mệt mỏi, thất vọng về bản thân và mơ hồ về tương lai, Trương Vũ thường hay tâm sự với bạn gái là Thập Nhất Lang, anh nói chuyện một hồi thì mệt mỏi đến ngủ thiếp đi. Chính ngay thời khắc ấy, Thập Nhất Lang đã viết nên những vần thơ "Khuôn mặt anh, có vài phần mệt mỏi, Khóe mắt anh còn vương những giọt lệ....." Sau khi tỉnh dậy Trương Vũ đã đọc được những câu thơ này, có cảm hứng và sáng tác ra giai điệu cho bài Dụng Tâm Lương Khổ.
- Vào tháng 10 cùng năm, anh phát hành album thứ 2 《用心良苦》("Dụng Tâm Lương Khổ), ca khúc nhanh chóng được phổ biến khắp Đài Loan và nhạc đàn Hoa Ngữ và trở thành bài hát chủ đề cho bộ phim Hồng Kông Tạc Dạ Trường Phong (昨夜長風). Bài hát được phát hành dưới dạng KTV và trở thành tác phẩm tiêu biểu của Trương Vũ.
- Năm 1998, Album Nguyệt Lượng Thái Dương (月亮太陽) của anh cũng là một tâm điểm lớn. Ca khúc "Tai Hoạ Từ Ánh Trăng" được phát hành dưới dạng KTV và đến nay vẫn còn giữ vị trí cao trong các bảng xếp hạng.
- Ngày 28 tháng 6 năm 1999, Trương Vũ hát ca khúc "Mưa rơi không dứt" (雨一直下) bằng 2 bản gồm tiếng Quan thoại là nhạc kết thúc dành cho phim "Người vợ chung thủy" (乞丐郎君千金女) do Đài Loan sản xuất trong khi bản tiếng Quảng Đông dành cho phim truyền hình cổ trang Hồng Kông"Thần y Hoa Đà" do TVB sản xuất năm 2000. Ca khúc này được phổ lời Việt và trình bày bởi nam ca sĩ Việt Nam Nguyễn Phi Hùng với tên gọi "Mưa tuyệt vọng".
- Năm 2012, Trương Vũ cùng vợ sáng tác và hát ca khúc chủ đề phim [心術 - Tâm Thuật] và ra mắt vào ngày 03/05 cùng năm.

## Danh sách đĩa nhạc

### Album phòng thu
- 1993: Đi Trong Gió (走路有風)
- 1993: Dụng Tâm Lương Khổ (用心良苦)
- 1994: 溫故知心,
- 1995: Nhất Ngôn Nan Tận (一言難盡)
- 1996: Tiêu Tức" (消息)
- 1997: Chỉnh Cá Bát Nguyệt" (整個八月)
- 1997: Uẩn Cổ Trí Tân. Nhất Cá Nhân Đích Thiên Hoang Địa Lão (溫古知新.一個人的天荒地老)
- 1998: Đĩa đơn mở rộng Thiện Luyến (單戀)
- 1998: Nguyệt Lượng Thái Dương (月亮太陽)
- 1999: Mưa Rơi Không Dứt" (雨一直下)
- 1999: Toàn Thạch Kim tuyển tập (鑽石金選集)
- 2000: Kỳ tích. Lựa chọn của Genesis(奇蹟·創世紀精選)
- 2002: Thế thân (替身)
- 2003: Đại Trượng Phu (大丈夫)
- 2004: Bất Cam Tịch Mịch (不甘寂寞)
- 2005 (Tái bản lần 2): Người đàn ông tốt (男人的好)
- 2009: Trương Vũ trở lại (Back to 張宇)
- 2012: Tâm thuật (心術)
- 2016: Hảo nam nhân đích tình ca (好男人的情歌)
- 2017: Dũng cảm nói tạm biệt (勇敢說再見)

## Sự nghiệp điện ảnh
Lần đầu Anh đóng phim "Thượng đế se lầm duyên" (2008) vai Thạch Thụy Khắc. Vai diễn được đánh giá khả năng diễn xuất rất cao, đồng thời anh cũng sáng tác và trình bày ca khúc đầu phim "Điều Tra độ đáng yêu" và cuối phim "Dưới Cây Dù". Sau đó tiếp tục tham gia làm khách mời và kiêm hát nhạc phim cho một số phim như "Ma Nữ số 18".

## Cách chương trình đã tham gia
- Năm 2004, Trương Vũ dẫn chương trình đầu tiên "Chủ nhật vui vẻ" (快樂星期天). Năm này do vợ vừa sinh con thứ 2, Trương Vũ phải phụ chăm sóc gia đình nên đã rút lui khỏi nhạc đàn, từ bỏ nhiều show diễn, nhiều chương trình. Một ngày có cô MC gọi điện cho Trương Vũ, vì lúc trước Vũ có làm khách mời cho show của cô ấy, cô này thấy Vũ rất hài hước, nên động viên anh làm MC thử xem. Vợ anh thấy anh vì gia đình mà suốt ngày quanh quẩn ở nhà cũng buồn chán, thấy tài năng mua vui của anh rất cao nên cũng ủng hộ anh làm MC thử. Không ngờ anh làm rất tốt vai trò này, nổi danh làm MC khắp Đài Loan, đến năm 2013 thì làm MC chương trình Nam Tả Nữ Hữu tại đại lục, được sự công nhận của nhiều MC nổi tiếng tại đây.
- Năm 2007, Trương Vũ tham gia chương trình Siêu đại lộ Danh vọng" (超級星光大道) với vai trò Ban Giám khảo. Chương trình này là bước khởi đầu cho các ca sỹ nổi tiếng hiện nay như Tiêu Kính Đằng, Dương Tông Vỹ, Tiêu Hoàng Kỳ....và Trương Vũ tiếp tục làm giám khảo nhiều show âm nhạc khác như Âm Động Á Châu (show này là khởi đầu của những ca sĩ trẻ như Hoắc Tôn của Sing My Song 1, Từ Giai Oánh của I Am Singer 4), đồng thời Vũ cũng hoạt động với vai trò là người chủ trì tiết mục nhiều chương trình hấp dẫn khác.
- Từ ngày 30/07/2010 đến ngày 29/07/2011, Trương Vũ chủ trì chương trình "Nhất cấp ngu lạc" (壹級娛樂).
- Năm 2013 cùng với Lý Tương dẫn chương trình Nam tả Nữ Hữu tại đại lục
- Năm 2014, Trương Vũ tham gia chương trình "Tôi là ca sĩ" mùa 2, đồng thời đảm nhận vai trò ca sỹ thi đấu và dẫn chương trình.
- Năm 2017 tham gia chương trình Cục tình báo hỏa tinh.

## Liveshow & Concert
- Ngày 27/05/2009, Trương Vũ cùng với 陳昇 (Bobby Chen) và Hoàng Phẩm Nguyên tổ chức trình diễn 《三個好男人演唱會》tại Coliseum HK và được tán thưởng nhiệt liệt.
- Ngày 26/08/2009, Trương Vũ cùng với Bobby Chen và Hoàng Phẩm Nguyên một lần nữa tổ chức 《三個好男人唱好情歌ENCORE演唱會》. Hôm đó trùng ngày Thất Tịch - Valentine TQ, Trương Vũ đặc biệt hát bài 〈猜心〉tặng cho vợ là Thập Nhất Lang.
- Năm 2012 tổ chức concert kỷ niệm 20 năm ca hát tại Bắc Kinh và Thượng Hải thu hút hàng ngàn fans hâm mộ.